# باغ بهادران
باغ بهادران (بالفارسية: باغ بهادران) هي منطقة سكنية تقع في مقاطعة لنجان بمحافظة اصفهان وفي إيران. يقدر عدد سكانها بـ 8,808 نسمة .